# آسه‌آن
اتحادیه کشورهای جنوب شرق آسیا (به انگلیسی: Association of Southeast Asian Nations) یا به اختصار، آسه‌آن (ASEAN)، یک سازمان بین‌المللی سیاسی، اقتصادی و فرهنگی در جنوب شرق آسیا است. این سازمان در ۸ اوت ۱۹۶۷ توسط تایلند، اندونزی، مالزی، سنگاپور و فیلیپین و ویتنام و برونئی و لائوس و کامبوج و میانمار برای همبستگی علیه گسترش کمونیست‌ها در این کشورهای عضو و شورش‌های درون مرزهای خود این کشورها تأسیس شد.
پس از نشست بالی در ۱۹۷۶ این سازمان بیشتر به سیاست همکاری اقتصادی روی آورده است و دیگر کشورها (ازجمله خود رژیم کمونیست در ویتنام) عضو آن شده‌اند. اعضای این انجمن سالانه جلسه دارند.

## کشورهای عضو

نقشه کشورهای عضو آسه‌آن

### فهرست کشورهای عضو
| کشور    | تاریخ عضویت   |
| ------- | ------------- |
| برونئی  | ۷ ژانویه ۱۹۸۴ |
| کامبوج  | ۳۰ آوریل ۱۹۹۹ |
| اندونزی | ۸ اوت ۱۹۶۷    |
| لائوس   | ۲۳ ژوئیه ۱۹۹۷ |
| مالزی   | ۸ اوت ۱۹۶۷    |
| میانمار | ۲۳ ژوئیه ۱۹۹۷ |
| فیلیپین | ۸ اوت ۱۹۶۷    |
| سنگاپور | ۸ اوت ۱۹۶۷    |
| تایلند  | ۸ اوت ۱۹۶۷    |
| ویتنام  | ۲۸ ژوئیه ۱۹۹۵ |

### کشورهای ناظر
در حال حاضر، دو کشور، به دنبال پیوستن به آسه‌آن هستند: تیمور شرقی (از ۲۰۰۲، وضعیت ناظر از ۲۰۲۲) و پاپوآ گینه نو (وضعیت ناظر از ۱۹۷۶).